# Mikaela Tidermark Nelson
Mikaela Tidermark Nelson, född Tidermark den 11 januari 1986 i Stockholm, är en svensk musikalartist och röstskådespelare. Hon är syster till röstskådespelaren Joakim Tidermark.

## Biografi
Tidermark Nelson är utbildad vid Högskolan för scen och musik vid Göteborgs universitet 2008–2011. Dessförinnan studerade hon vid Kulturama 2005–2007 och gick grundskolan på Adolf Fredriks musikklasser. Hon har sedan 2005 gett röster åt animerade, tecknade och dubbade karaktärer i ett hundratal produktioner. Hon körar till Molly Sandén och Ola Svensson i "Du är musiken i mig", soundtracket till svenska High School Musical 2.

## Teater
| År   | Roll           | Produktion                                             | Regi          | Teater         |
| ---- | -------------- | ------------------------------------------------------ | ------------- | -------------- |
| 2010 | Cosette        | Les Misérables                                         |               |                |
| 2012 | Natalie        | Next to normal                                         |               |                |
| 2013 | Liederensemble | Sommarnattens leende Stephen Sondheim och Hugh Wheeler | Dennis Sandin | Malmö Opera    |
| 2014 | Clarice        | Rebecca Sylvester Levay och Michael Kunze              | Åsa Melldahl  | Malmö Opera    |
| 2015 | Iola Stover    | Parade Alfred Uhry och Jason Robert Brown              | Markus Virta  | Wermland Opera |